# 15977 Pyraechmes
A 15977 Pyraechmes (ideiglenes jelöléssel (15977) 1998 MA11) egy kisbolygó a Naprendszerben. A LINEAR projekt keretében fedezték fel 1998. június 19-én.